# Fußball-Weltmeisterschaft 1962/Argentinien
Dieser Artikel behandelt die argentinische Fußballnationalmannschaft bei der Fußball-Weltmeisterschaft 1962.

## Qualifikation
| 4. Dezember 1960  | Guayaquil, Ecuador        | Ecuador     | Ecuador 1900 | - | Argentinien | Argentinien  | 3:6 | Tore: Argentinien: Corbatta 5. (11m) 40., Sanfilippo 12., 47., Sosa 14., Ramaciotti 75.; Ecuador: Spencer 81. Raffo 83., 85. |
| 17. Dezember 1960 | Buenos Aires, Argentinien | Argentinien | Argentinien  | - | Ecuador     | Ecuador 1900 | 5:0 | Tore: Gómez 6. (Eigentor), Sanfilippo 53., Corbatta 55. (11m), Sosa 75., Pando 89.                                           |

## Argentinisches Aufgebot
| Nr.               | Name                   | Verein vor WM-Beginn      | Geburtstag | Spiele   | Tore     | Platzverweise |          |
| Torhüter          | Torhüter               | Torhüter                  | Torhüter   | Torhüter | Torhüter | Torhüter      | Torhüter |
| ----------------- | ---------------------- | ------------------------- | ---------- | -------- | -------- | ------------- | -------- |
| 1                 | Antonio Roma           | Boca Juniors              | 13.07.1932 | 2        | 0        | 0             |          |
| 12                | Rogelio Domínguez      | River Plate               | 09.03.1931 | 1        | 0        | 0             |          |
| Abwehrspieler     |                        |                           |            |          |          |               |          |
| 2                 | José Ramos Delgado     | River Plate               | 25.08.1935 | 1        | 0        | 0             |          |
| 3                 | Silvio Marzolini       | Boca Juniors              | 04.10.1940 | 3        | 0        | 0             |          |
| 4                 | Alberto Sainz          | River Plate               | 13.12.1937 | 2        | 0        | 0             |          |
| 6                 | Raúl Páez              | CA San Lorenzo            | 26.05.1937 | 2        | 0        | 0             |          |
| 14                | Alberto Mariotti       | CA San Lorenzo            | 23.08.1935 | 0        | 0        | 0             |          |
| 15                | Rubén Navarro          | CA Independiente          | 30.03.1933 | 2        | 0        | 0             |          |
| 17                | Rafael Albrecht        | Estudiantes de La Plata   | 23.08.1941 | 0        | 0        | 0             |          |
| 18                | Vladislao Cap          | River Plate               | 05.07.1934 | 2        | 0        | 0             |          |
| Mittelfeldspieler |                        |                           |            |          |          |               |          |
| 5                 | Federico Sacchi        | Racing Club de Avellaneda | 04.09.1936 | 3        | 0        | 0             |          |
| 8                 | Martín Pando           | River Plate               | 26.12.1934 | 1        | 0        | 0             |          |
| 13                | Oscar Rossi            | CA San Lorenzo            | 27.07.1930 | 1        | 0        | 0             |          |
| 16                | Antonio Rattín         | Boca Juniors              | 16.05.1937 | 1        | 0        | 0             |          |
| 21                | Ramón Abeledo          | CA Independiente          | 29.04.1937 | 0        | 0        | 0             |          |
| Stürmer           |                        |                           |            |          |          |               |          |
| 7                 | Héctor Facundo         | CA San Lorenzo            | 02.11.1937 | 2        | 1        | 0             |          |
| 9                 | Marcelo Pagani         | River Plate               | 19.08.1941 | 2        | 0        | 0             |          |
| 10                | José Sanfilippo        | CA San Lorenzo            | 04.05.1935 | 2        | 1        | 0             |          |
| 11                | Raúl Belén             | Racing Club de Avellaneda | 01.07.1931 | 2        | 0        | 0             |          |
| 19                | Rubén Héctor Sosa      | Racing Club de Avellaneda | 14.11.1936 | 1        | 0        | 0             |          |
| 20                | Juan Carlos Oleniak    | Racing Club de Avellaneda | 04.03.1942 | 2        | 0        | 0             |          |
| 22                | Alberto Mario González | Boca Juniors              | 21.08.1941 | 1        | 0        | 0             |          |
| Trainer           |                        |                           |            |          |          |               |          |
|                   | Juan Carlos Lorenzo    |                           | 22.10.1922 |          |          |               |          |

## Spiele der argentinischen Mannschaft

### Erste Runde
- Argentinien –  Bulgarien 1:0 (1:0)

Stadion: Estadio El Teniente (Rancagua)
Zuschauer: 7.134
Schiedsrichter: Gardeazábal (Spanien)
Tore: 1:0 Facundo (4.)
- England –  Argentinien 3:1 (2:0)

Stadion: Estadio El Teniente (Rancagua)
Zuschauer: 9.794
Schiedsrichter: Latyschew (Sowjetunion)
Tore: 1:0 Flowers (17.) 11m, 2:0 Charlton (42.), 3:0 Greaves (67.), 3:1 Sanfilippo (81.)
- Ungarn –  Argentinien 0:0

Stadion: Estadio El Teniente (Rancagua)
Zuschauer: 7.945
Schiedsrichter: Yamasaki (Peru)
In der Gruppe 4 überzeugte besonders die junge ungarische Mannschaft, die vor allem gegen England (2:1) und Bulgarien (6:1) brillierte. Die Stars bei den technisch überzeugenden Magyaren waren Torwart Grosics (letzter Spieler aus dem 54er Team) und der großartige junge Mittelstürmer Florian Albert. Als Albert gegen Argentinien fehlte, reichte es prompt nur zu einem 0:0. Derweil sicherte sich England mit Mühe den zweiten Platz, wobei das Torverhältnis gegenüber Argentinien entschied. Beim 3:1-Erfolg gegen die Gauchos zeigten die Engländer, bei den Jimmy Greaves und Bobby Charlton dominierten, ihre beste Leistung.